# 新阳街道 (厦门市)
新阳街道是中国福建省厦门市海沧区下辖的一个街道。

## 历史沿革
2006年，海沧镇撤消并成立海沧街道和新阳街道。

## 行政区划
新阳街道共辖3个社区和1个行政村，分别是：
霞阳社区、祥露社区、兴旺社区、新垵村。